# Jatropha
Jatropha is een geslacht uit de wolfsmelkfamilie (Euphorbiaceae). Het geslacht kent zo'n 175 soorten. Deze tweezaadlobbige planten zijn meestal kruidachtige planten, maar in de tropen ook struiken, bomen en lianen. De soorten uit het geslacht komen voor in (sub)tropisch Amerika en Afrika, op Madagaskar, op de Comoren, op het Arabisch Schiereiland, in India en op Sri Lanka.
Een bekende soort is de purgeernoot (Jatropha curcas). Van de zaden van deze giftige plant wordt jatrophaolie gemaakt die als biobrandstof gebruikt kan worden.

## Soorten
- Jatropha aceroides (Pax & K.Hoffm.) Hutch.
- Jatropha aethiopica Müll.Arg.
- Jatropha afrotuberosa Radcl.-Sm. & Govaerts
- Jatropha alamanii Müll.Arg.
- Jatropha andrieuxii Müll.Arg.
- Jatropha angustifolia Griseb.
- Jatropha aspleniifolia Pax
- Jatropha atacorensis A.Chev.
- Jatropha augusti Pax & K.Hoffm.
- Jatropha bartlettii Wilbur
- Jatropha baumii Pax
- Jatropha botswanica Radcl.-Sm.
- Jatropha breviloba (Morong) Pax & K.Hoffm.
- Jatropha brockmanii Hutch.
- Jatropha bullockii E.J.Lott
- Jatropha calcarea Fern.Casas
- Jatropha campestris S.Moore
- Jatropha canescens (Benth.) Müll.Arg.
- Jatropha capensis (L.f.) Sond.
- Jatropha cardiophylla (Torr.) Müll.Arg.
- Jatropha cathartica Terán & Berland.
- Jatropha chamelensis Pérez-Jim.
- Jatropha chevalieri Beille
- Jatropha ciliata Sessé
- Jatropha cinerea (Ortega) Müll.Arg.
- Jatropha clavuligera Müll.Arg.
- Jatropha collina Thulin
- Jatropha confusa Hutch.
- Jatropha contrerasii J.Jiménez Ram. & Mart.Gord.
- Jatropha conzattii J.Jiménez Ram.
- Jatropha cordata (Ortega) Müll.Arg.
- Jatropha costaricensis G.L.Webster & Poveda
- Jatropha crinita Müll.Arg.
- Jatropha cuneata Wiggins & Rollins
- Jatropha curcas L.
- Jatropha decipiens M.E.Jones
- Jatropha decumbens Pax & K.Hoffm.
- Jatropha dehganii J.Jiménez Ram.
- Jatropha dhofarica Radcl.-Sm.
- Jatropha dichtar J.F.Macbr.
- Jatropha dioica Sessé
- Jatropha dissecta (Chodat & Hassl.) Pax
- Jatropha divaricata Sw.
- Jatropha elbae J.Jiménez Ram.
- Jatropha ellenbeckii Pax
- Jatropha elliptica (Pohl) Oken
- Jatropha erythropoda Pax & K.Hoffm.
- Jatropha euarguta M.G.Gilbert & Thulin
- Jatropha excisa Griseb.
- Jatropha fremontioides Standl.
- Jatropha gallabatensis Schweinf.
- Jatropha galvanii J.Jiménez Ram. & L.M.Contr.
- Jatropha gaumeri Greenm.
- Jatropha giffordiana Dehgan & G.L.Webster
- Jatropha glandulifera Roxb.
- Jatropha glauca Vahl
- Jatropha glaucovirens Pax & K.Hoffm.
- Jatropha gossypiifolia L.
- Jatropha grossidentata Pax & K.Hoffm.
- Jatropha guaranitica Speg.
- Jatropha hernandiifolia Vent.
- Jatropha heynei N.P.Balakr.
- Jatropha hieronymi Kuntze
- Jatropha hildebrandtii Pax
- Jatropha hippocastanifolia Croizat
- Jatropha hirsuta Hochst.
- Jatropha horizontalis M.G.Gilbert
- Jatropha humboldtiana McVaugh
- Jatropha humifusa Thulin
- Jatropha hypogyna Radcl.-Sm. & Thulin
- Jatropha inaequispina Thulin
- Jatropha integerrima Jacq.
- Jatropha intermedia (Chodat & Hassl.) Pax
- Jatropha isabellei Müll.Arg.
- Jatropha jaimejimenezii V.W.Steinm.
- Jatropha kamerunica Pax & K.Hoffm.
- Jatropha krusei J.Jiménez Ram. & Mart.Gord.
- Jatropha lagarinthoides Sond.
- Jatropha latifolia Pax
- Jatropha longibracteata A.S.Moreira & Carn.-Torres
- Jatropha loristipula Radcl.-Sm.
- Jatropha macrantha Müll.Arg.
- Jatropha macrocarpa Griseb.
- Jatropha macrophylla Pax & K.Hoffm.
- Jatropha macrorhiza Benth.
- Jatropha mahafalensis Jum. & H.Perrier
- Jatropha maheshwarii Subram. & M.P.Nayar
- Jatropha malacophylla Standl.
- Jatropha marginata Chiov.
- Jatropha marmorata Thulin
- Jatropha martiusii (Pohl) Baill.
- Jatropha mcvaughii Dehgan & G.L.Webster
- Jatropha melanosperma Pax
- Jatropha microdonta Radcl.-Sm.
- Jatropha mirandana J.Jiménez Ram. & K.Vega
- Jatropha miskatensis Thulin
- Jatropha mollis Pax
- Jatropha mollissima (Pohl) Baill.
- Jatropha monroi S.Moore
- Jatropha moranii Dehgan & G.L.Webster
- Jatropha multifida L.
- Jatropha mutabilis (Pohl) Baill.
- Jatropha nana Dalzell & A.Gibson
- Jatropha natalensis Müll.Arg.
- Jatropha neopauciflora Pax
- Jatropha neriifolia Müll.Arg.
- Jatropha nogalensis Chiov.
- Jatropha nudicaulis Benth.
- Jatropha oaxacana J.Jiménez Ram. & R.Torres
- Jatropha obbiadensis Chiov.
- Jatropha oblanceolata Radcl.-Sm.
- Jatropha orangeana Dinter ex P.G.Mey.
- Jatropha ortegae Standl.
- Jatropha pachypoda Pax
- Jatropha pachyrrhiza Radcl.-Sm.
- Jatropha paganuccii A.S.Moreira & Carn.-Torres
- Jatropha palmatifida Baker
- Jatropha palmatipartita Dehgan
- Jatropha paradoxa (Chiov.) Chiov.
- Jatropha pauciflora C.Wright ex Griseb.
- Jatropha paxii Croizat
- Jatropha pedersenii Lourteig
- Jatropha peiranoi Lourteig & O'Donell
- Jatropha pelargoniifolia Courbon
- Jatropha peltata Sessé
- Jatropha pereziae J.Jiménez Ram.
- Jatropha phillipseae Rendle
- Jatropha podagrica Hook.
- Jatropha prunifolia Pax
- Jatropha pseudocurcas Müll.Arg.
- Jatropha purpurea Rose
- Jatropha ribifolia (Pohl) Baill.
- Jatropha riojae Miranda
- Jatropha rivae Pax
- Jatropha robecchii Pax
- Jatropha rosea Radcl.-Sm.
- Jatropha rufescens Brandegee
- Jatropha rzedowskii J.Jiménez Ram.
- Jatropha scaposa Radcl.-Sm.
- Jatropha schlechteri Pax
- Jatropha schweinfurthii Pax
- Jatropha seineri Pax
- Jatropha somalensis Pax
- Jatropha sotoi-nunyezii Fern.Casas & E.Martínez
- Jatropha spicata Pax
- Jatropha spinosa Vahl
- Jatropha spinosissima Thulin
- Jatropha standleyi Steyerm.
- Jatropha stephani J.Jiménez Ram. & Mart.Gord.
- Jatropha stevensii G.L.Webster
- Jatropha stuhlmannii Pax
- Jatropha subaequiloba Radcl.-Sm.
- Jatropha sympetala S.F.Blake & Standl.
- Jatropha tanjorensis J.L.Ellis & Saroja
- Jatropha tehuantepecana J.Jiménez Ram. & A.Campos Vilb.
- Jatropha tenuicaulis Thulin
- Jatropha tetracantha Chiov.
- Jatropha tlalcozotitlanensis J.Jiménez Ram.
- Jatropha trifida Chiov.
- Jatropha tropaeolifolia Pax
- Jatropha tupifolia Griseb.
- Jatropha uncinulata Radcl.-Sm.
- Jatropha unicostata Balf.f.
- Jatropha variabilis Radcl.-Sm.
- Jatropha variegata Vahl
- Jatropha variifolia Pax
- Jatropha velutina Pax & K.Hoffm.
- Jatropha vernicosa Brandegee
- Jatropha villosa Wight
- Jatropha weberbaueri Pax & K.Hoffm.
- Jatropha websteri J.Jiménez Ram.
- Jatropha weddeliana Baill.
- Jatropha woodii Kuntze
- Jatropha zeyheri Sond.

## Hybriden
- Jatropha × ceballosii Fern.Casas
- Jatropha × hastifolia Fern.Casas

... · 
Acalypha · 
Adriana · 
Agrostistachys · 
Alchornea · 
Aleurites · 
Anthostema · 
Blachia · 
Chrozophora · 
Cnidosculus · 
Croton · 
Dalechampia · 
Euphorbia (Wolfsmelk) · 
Hevea · 
Hieronyma · 
Hippomane · 
Homalanthus · 
Hura · 
Hylandia · 
Jatropha · 
Mabea · 
Macaranga · 
Mallotus · 
Manihot · 
Mercurialis (Bingelkruid) · 
Plukenetia · 
Ricinus · 
Sebastiania · 
Shirakiopsis · 
Tragia · 
...